# Elisabeth Langgässer
Elisabeth Langgässer (Alzey, 23 februari 1899 - Karlsruhe, 25 juli 1950) was een Duits schrijfster. Ze is bekend van haar poëzie, verhalen en kortverhalen. Haar teksten waren christelijk georiënteerd. 

## Leven
Ze was de dochter van Eduard Langgässer, katholiek bouwtechnisch expert van Joodse afkomst en Eugenie Dienst. In 1909 verhuisde het gezin van Alzey naar Darmstadt. Hier ging ze naar de Viktoriaschule, een hogere meisjesschool met eigen leraressenopleiding. Na deze opleiding werkte ze tussen 1919 en 1928 als lerares op een Volksschule in Seligenstadt en in Griesheim. In 1924 publiceerde ze haar eerste dichtbundel: Der Wendekreis des Lammes (De keerkring van het Lam). Op 1 januari 1929 bracht ze als alleenstaande moeder haar dochter Cordelia ter wereld. De vader, jurist Hermann Heller, had haar na een kortstondige relatie verlaten. In het voorjaar van dat jaar verhuisde ze, samen met Cordelia, naar Berlijn waar ze opnieuw in het onderwijs werkzaam was.
Vanaf 1931 werkte ze als onafhankelijk schrijfster. Ze schreef onder andere hoorspelen voor Funk-Stunde Berlin, sinds 1923 de eerste publieke radiozender van Duitsland. Na de Machtergreifung door de Nationaalsocialistische Duitse Arbeiderspartij stemde ze bij de laatste vrije verkiezingen in maart 1933 op Adolf Hitler. In dat jaar was ze samen met Ina Seidel uitgever van hedendaagse vrouwengedichten. Ina Seidel was een van de ondertekenaars van de Gelöbnis treuester Gefolgschaft en werd in 1944 opgenomen in de Gottbegnadeten-Liste.
In 1935 publiceerde ze de bundel Tierkreisgedichte (dierenriemgedichten). In hetzelfde jaar trouwde Langgässer met redacteur Wilhelm Hoffman, die kort daarna zijn baan kwijtraakte vanwege dit huwelijk met een vrouw die, volgens de Rassenwetten van Neurenberg, geclassificeerd werd als halfjood. Met Hoffman kreeg ze drie dochters: Annette, Barbara en Franziska. De bestempeling als halfjood had tot gevolg dat ze uitgesloten werd van de Reichsschriftumskammer, een van de onderdelen van de Reichskulturkammer. Dit betekende automatisch een publicatieverbod, waar ze zich niet aan hield. In 1936 publiceerde ze de roman Der Gang durch das Ried (de wandeling door het moeras) en in 1938 liet ze door de Oostenrijkse uitgever Otto Müller haar roman Rettung am Rhein (redding aan de Rijn) publiceren. Dit gebeurde vlak voor de Anschluss. Hierna begon ze in het geheim te schrijven aan haar bekendste werk: de roman Das unauslöschliche Siegel (het onuitwisbare zegel).

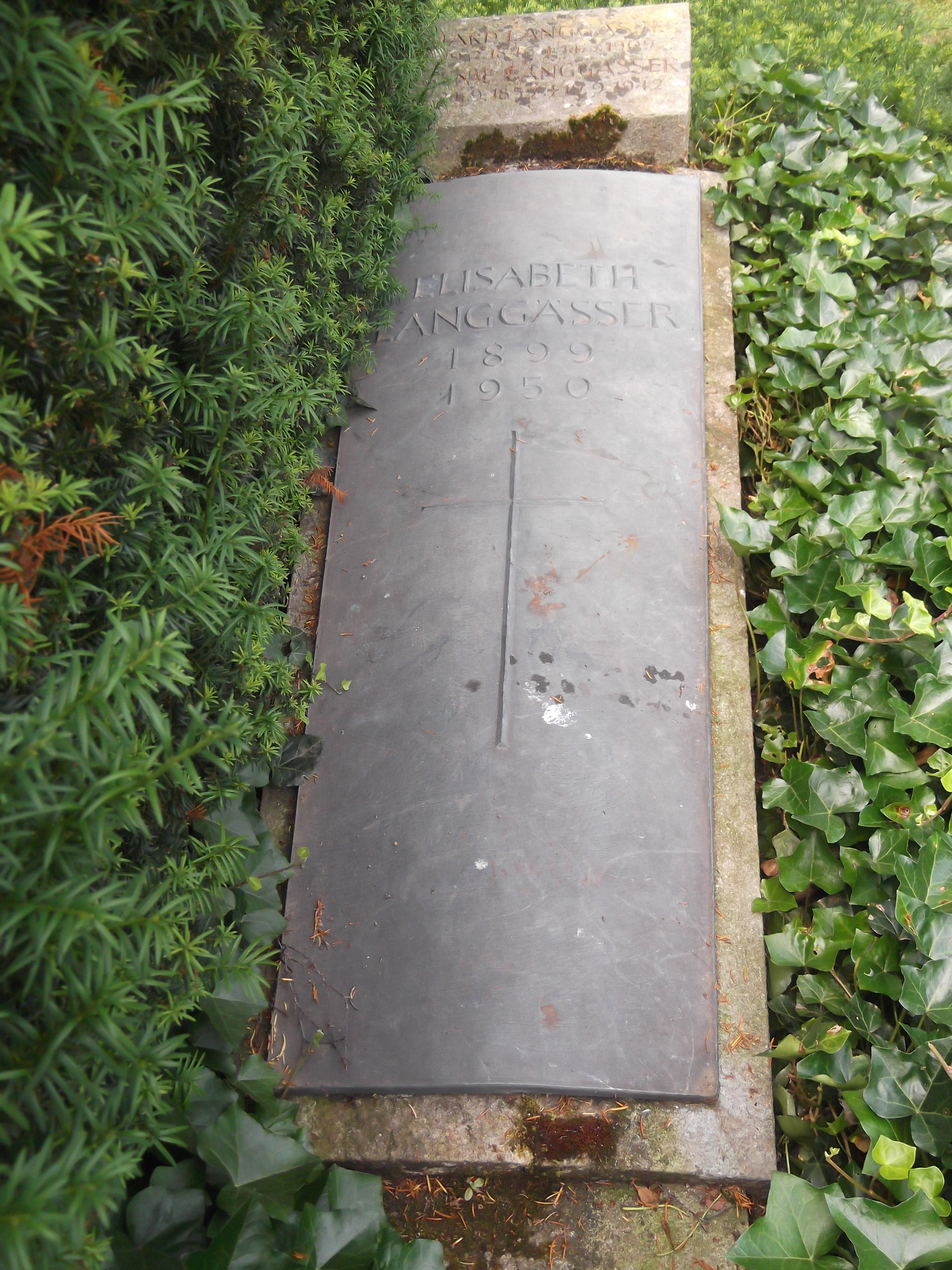
Graf van Elisabeth Langgässer in Darmstadt

Tijdens de Tweede Wereldoorlog werd Elisabeth Langgässer in 1942 als dwangarbeidster tewerkgesteld in een munitiefabriek. In dit jaar openbaarden zich bij haar de eerste verschijnselen van de ziekte multiple sclerose. Ze had haar dochter Cordelia die volgens de rassenwetten een "volbloed jood" was, in 1943 laten adopteren door een Spaans echtpaar, maar ze mocht het land niet verlaten. In 1944 werd Cordelia opgepakt en eerst gedeporteerd naar Theresienstadt en vervolgens naar Auschwitz-Birkenau. Ze overleefde de kampen en werd in 1945 met een Witte Bus naar Zweden gebracht. In 1945, na de oorlog, kon Langgässer Das unauslöschliche Siegel afmaken. In dat jaar kwam ook de MS weer terug. In 1946 kreeg ze het bericht uit Zweden van Cordelia dat zij de Holocaust had overleefd. Ze ontmoetten elkaar in 1949, kort voor haar dood, nog eenmaal.
In 1947 was ze een van de sprekers op het Eerste Duitse schrijverscongres. In 1948 verhuisde ze naar Rheinzabern. Hier publiceerde haar verzameling kortverhalen onder de titel Der Torso. In maart 1950 werd ze opgenomen in de Akademie der Wissenschaften und der Literatur in Mainz. Vanaf juni van dat jaar was ze door de MS gedwongen op bed te blijven. Op 25 juli van dat jaar stierf ze op 51-jarige leeftijd aan de gevolgen van deze ziekte in het St. Vinzenz-ziekenhuis in Karlsruhe. Ze werd begraven op de oude begraafplaats van Darmstadt.

## Werk
Vanaf 1945 gold Langgässer als typische vertegenwoordiger van de Duitse naoorlogse literatuur. Omdat ze in de oorlog door de nazi's werd vervolgd, was haar werk (afhankelijk van de situatie) altijd vervuld van pessimisme, of realisme en stond altijd in het teken van de Shoa. Haar eigen houding tijdens de nazitijd omschreef ze als: "Tändeln mit Blumen und Blümchen über dem scheußlichen, weit geöffneten, aber eben mit diesen Blümchen überdeckten Abgrund der Massengräber (Nederlands: dartelen met bloemen en bloemetjes boven de afgrijselijke wijd geopende, maar met dezelfde bloemen overdekte afgrond van de massagraven)
Een van haar hoofdthema's was het conflict tussen het satanische instinctieve leven en het goddelijke leven. Hierdoor kan ze worden getypeerd als christelijk mysticus. De Duitse literatuurwetenschapper Jörg Schuster typeerde haar werk van de jaren 30 als Magisch realisme, maar dan van de meest avant-gardistische soort.

## Nagedachtenis

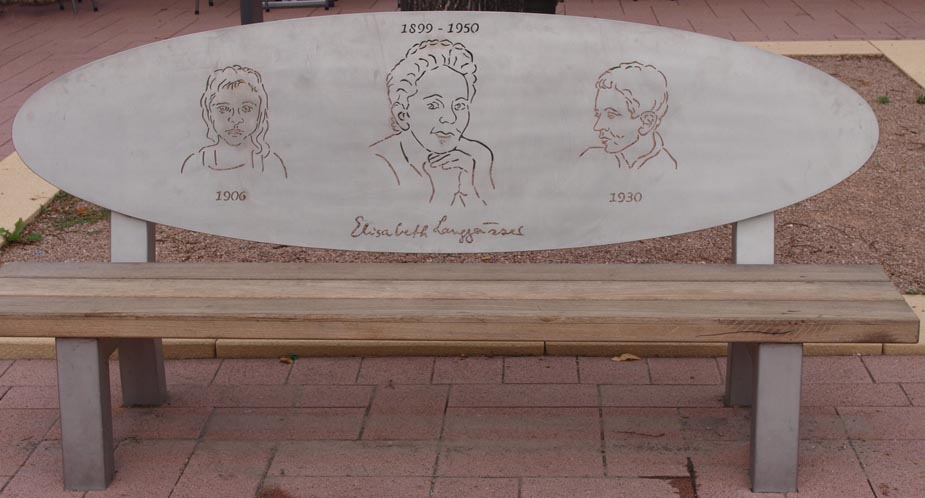
Langgässerbank in Alzey

In het jaar van haar dood ontving ze postuum de Georg-Büchner-Preis. In 1988 werd de Elisabeth-Langgässer-Literaturpreis ingesteld. Deze prijs wordt iedere drie jaar door de stad Alzey uitgereikt. Sinds 1991 draagt een school in Alzey de naam Elisabeth-Langgässer-Gymnasium. In Alzey staat een bank ter nagedachtenis aan Elisabeth Langgässer. In Darmstadt, waar ze in haar jeugd woonde en waar ze ook begraven ligt, is een straat naar haar vernoemd. In Keulen is ook een Elisabeth-Langgässer-Weg.
Paus Benedictus XVI gaf in een interview met Peter Seewald aan dat hij door onder andere het werk van Elisabeth Langgässer werd beïnvloed.